# Melinda Szikora
Melinda Szikora (n. 19 noiembrie 1988, în Kiskunfélegyháza) este o handbalistă maghiară care joacă pentru clubul FTC-Rail Cargo Hungaria și echipa națională a Ungariei. Szikora evoluează pe postul de portar.

## Palmares
- Magyar Kupa:
  -  Câștigătoare: 2017
  - Locul 3: 2011